# 点火順序

直列4気筒エンジンの動作イメージ。このようなクランクシャフトの場合には1-3-4-2等の点火順序が用いられる。

点火順序（てんかじゅんじょ、英: Firing Order）は複数のシリンダーを持つ内燃機関の、それぞれのシリンダーで膨張（燃焼）行程が発生する順番である。火花点火式エンジンではスパークプラグが点火する順番を指し、ディーゼルエンジンでは燃料を噴射する順番を指す。

## 概要
適切な点火順序は振動の低減、滑らかな回転、エンジンの寿命、使用者の快適性のために重要である。この点火順序の設定によって、クランクシャフトの設計にも影響が与えられる。
例えばゼファー750（4サイクル直列4気筒エンジン）では、点火順序は1→2→4→3である。各気筒の行程をみると、
```
気筒番号（左から）
　1　　2　　3　　4
膨張　圧縮　排気　吸気
　↓　　↓　　↓　　↓
排気　膨張　吸気　圧縮
　↓　　↓　　↓　　↓
吸気　排気　圧縮　膨張
　↓　　↓　　↓　　↓
圧縮　吸気　膨張　排気
　↓　　↓　　↓　　↓

```

の順序になっており、一番遠い1番と4番が連続して膨張（燃焼）することがなく、1番のピストンが下がっている時は4番も下がり、その際2番と3番が上がる。

## 点火
ガソリンエンジンでは、ディストリビューターによって点火順序が設定されており、プラグコードを通して各シリンダーの点火プラグに正しい順序で点火電圧が送られる。ダイレクトイグニッションやCDIなどの近代的な点火装置ではECUやイグナイターが点火順序の制御を行っている。このような機器の制御の元でまず点火順序が決定され、その後ディストリビューターやカムポジションセンサーのカムシャフトへの取り付け角度によって、圧縮行程の際にピストンが上死点前後のどの位置にある時に点火プラグが点火するかを決定する点火時期が決められる。
ディストリビューターを搭載した多くの自動車では、エンジンルーム内のシリンダーヘッドやインテークマニホールド、バルブカバーなどに点火順序が記載されていることが多かった。

## シリンダーレイアウト別の点火順序の例
| シリンダー数 | 点火順序 | 代表的な採用例 |
| ------------ | --- | --- |
| 3            | 1-2-3 | サーブ・2ストロークエンジン |
| 4            | 1-3-4-2 1-2-4-3 1-3-2-4 | 多くの直列4気筒とFord Taunus V4エンジン 英国フォード製エンジン(Ford Kentエンジン) ヤマハ・YZF-R1 (クロスプレーンクランク) |
| 5            | 1-2-4-5-3 | 直列5気筒、ボルボ・850、アウディ・100 |
| 6            | 1-5-3-6-2-4 1-6-5-4-3-2 1-2-3-4-5-6 1-4-2-5-3-6                                                                                                 | 多くの直列6気筒、オペル・オメガA GM 3800エンジン GM 60度V6エンジン メルセデス・ベンツ M104エンジン |
| 7            | 1-3-5-7-2-4-6 | 星型7気筒エンジン |
| 8            | 1-8-4-3-6-5-7-2 1-8-7-2-6-5-4-3 1-3-7-2-6-5-4-8 1-5-4-8-7-2-6-3 1-6-2-5-8-3-7-4 1-8-7-3-6-5-4-2 1-5-4-2-6-3-7-8 1-5-6-3-4-2-7-8 1-5-3-7-4-8-2-6 | クライスラー・5thアベニュー、シボレー・small-block GM LSエンジン ポルシェ・928, Ford Modularエンジン, フォード・5.0リッターHO BMW S65エンジン 直列8気筒 日産・VKエンジン フォード・チャレンジャーV8 キャデラック V8エンジン(368, 425, 472, 500) Ferrari Dino V8 (F355) |
| 10           | 1-10-9-4-3-6-5-8-7-2 1-6-5-10-2-7-3-8-4-9 | ダッジ・バイパー V10 BMW S65エンジン |
| 12           | 1-7-5-11-3-9-6-12-2-8-4-10 | 2001 フェラーリ・456GT V12 |
| 16           | 1-12-8-11-7-14-5-16-4-15-3-10-6-9-2-13 1-14-9-4-7-12-15-6-13-8-3-16-11-2-5-10                                                                   | キャデラック V16エンジン ブガッティ・ヴェイロン W16エンジン |

## 直列エンジンのシリンダー番号と点火順序

### エンジンの左右と前後の方向規則

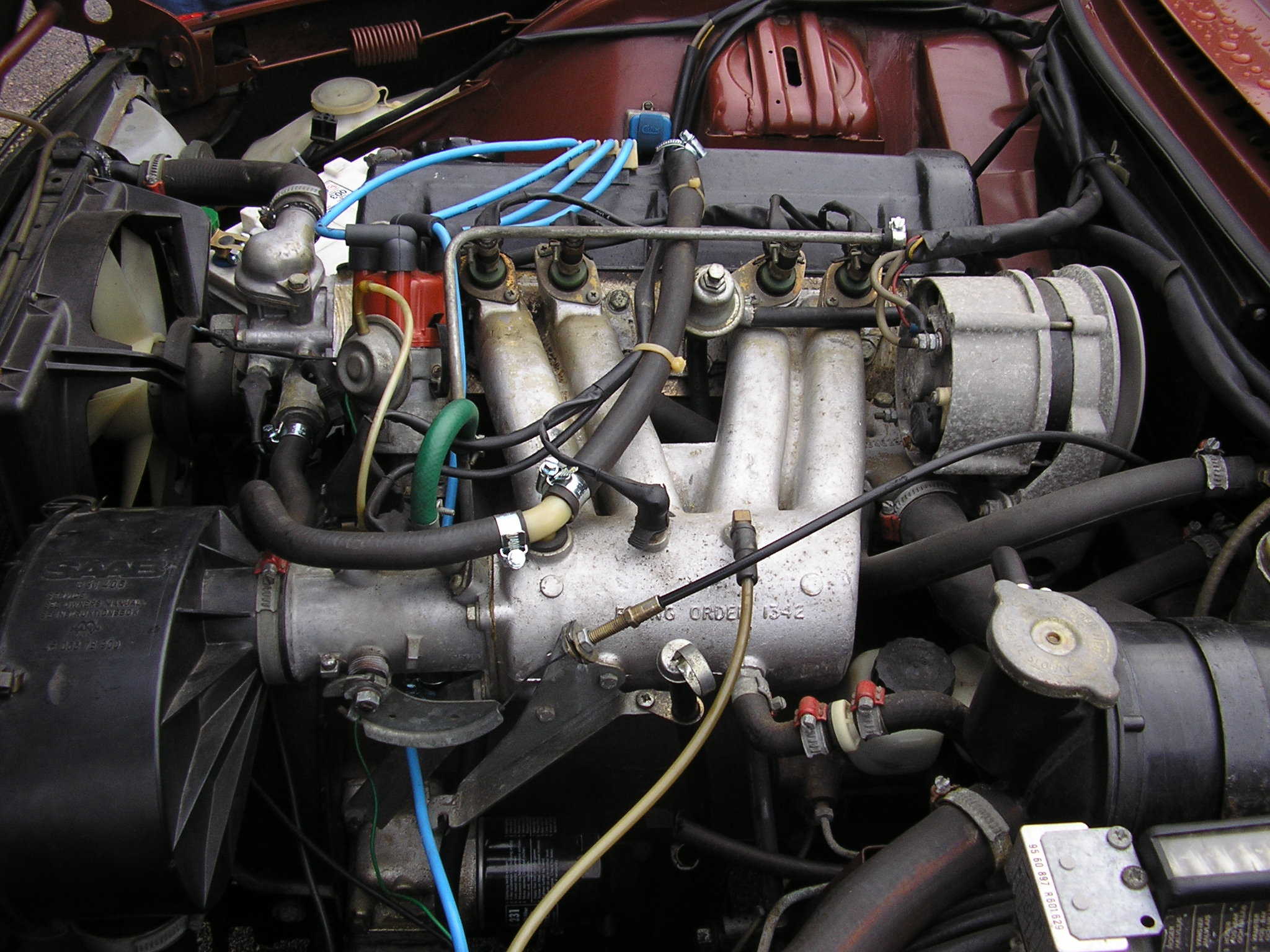
サーブ・B型エンジン。点火順序は1-3-4-2とインテークマニホールドに打刻されており、このエンジンの場合1番シリンダーは写真右手のバルクヘッド側である

自動車の各部品の方向について考察すると、日本車の場合運転席が右側に配置されている。エンジンの左右方向はフロントエンジンの場合、運転席のドライバーから見て右手方向のシリンダーが右側シリンダー（車体正面のボンネットから覗き込んだ場合、左側が「右側シリンダー」となる）として解釈されることが多い。
エンジンの前後方向について考察すると、ほとんどの後輪駆動車ではエンジンは車体に対して縦に取り付けられている。こうしたエンジンは前部にはオルタネータやウォーターポンプ、プーリーなどの補機類が設けられており、後部にはフライホイールやトランスミッションが接続される。この場合、車両の前側のシリンダーがそのままエンジンの前側シリンダーを示すことになり、最前列のシリンダーを1番として順番に番号が振られていく。
エンジンが車体に対して横に置かれる前輪駆動車では、通常は、車体の右側にエンジン、左側にトランスミッションが搭載されるため、右側のシリンダーが前側を示すことになり、最右翼のシリンダーから順番に番号が振られていくが、例外として過去のホンダの前輪駆動車のように車体の左側にエンジンが搭載されている場合、左側のシリンダーを前側として数える。
前輪駆動車でありながら縦置きエンジンのレイアウトを採る場合には、殆どの場合後輪駆動車と同じく前側から順に附番するが、サーブ、ルノー、シトロエンなどではキャビンとエンジンルームを隔てるバルクヘッド側をエンジンの前側シリンダーとして附番される事がある。このような規則は古くはシトロエン・トラクシオン・アバンから始まっているが、近年では少数派である。

## その他のエンジンのシリンダー番号と点火順序
自動車用の直列エンジンの場合には、上記の方向規則により決定された前側シリンダーを起点に左右若しくは前後方向に順番にシリンダー番号が振られる。

1-3-5-2-4の点火順序を持つ星型5気筒エンジン

航空機用の星型エンジンの場合にはシリンダーが円周方向に配置される為、エンジンの頂上のシリンダーが1番シリンダーとなる。そしてエンジンの回転する方向に順番にシリンダー番号が振られていく。星型エンジンはこの頂上のシリンダーを持つ関係上、シリンダー数が奇数となる事が多く、7気筒エンジンの場合には1-3-5-7-2-4-6という点火順序が与えられる。

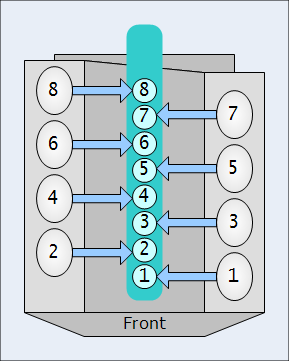
V型エンジン製造メーカーのいくつかで使用されたシリンダー番号の符番規則では、エンジン前側から左右バンクに交互に番号が振られる。これはクランクシャフトに直列に接続されるコネクティングロッドの配列順に番号が与えられた為である。

V型エンジンの場合、シリンダー番号の配列は製造メーカーによって大きく異なる。基本的にはエンジン最前列のシリンダー番号が1番である事は共通しているが、その後の番号付与をクランクシャフトに接続されるコネクティングロッドの配列を基準とするか、シリンダーバンク上のピストン配列を基準とするかに大別される。更には、一つのメーカーで開発されるV型エンジンが必ずしも前述2項の規則を遵守しているとは限らない為、点火順序を比較する前にシリンダー番号の符番規則を調べることが大変重要になる。
前者の例としてen:Chevrolet Small-Block engineが挙げられる。このエンジンの場合は左シリンダーバンク前方から1-3-5-7、右シリンダーバンク前方から2-4-6-8のシリンダー番号が与えられ、点火順序は1-8-4-3-6-5-7-2となる。
後者の例としてアウディやフォードのV型8気筒エンジンがある。これらは右シリンダーバンク前方から1-2-3-4、左シリンダーバンク前方から5-6-7-8のシリンダー番号がピストン配列順に与えられる。
| V8 シリンダーバンク | アウディ | フォード | GM クライスラー | GM (Northstar) |
| ------------------- | -------- | -------- | --------------- | -------------- |
| 右バンク            | 1234     | 1234     | 2468            | 1357           |
| 左バンク            | 5678     | 5678     | 1357            | 2468           |

## 船舶など
船舶や発電所用などの定置エンジンでは自動車用エンジンとは反対に、フライホイール側から順番にシリンダー番号が振られている。
また、これらの用途で用いられるV型エンジンは2つのシリンダーバンクにそれぞれAバンク、Bバンクという名称が与えられ、シリンダー番号はA1、B1という具合にバンク別にフライホイール側から連番が振られる。